# Walter Wilson Froggatt
Walter Wilson Froggatt, född 13 juni 1858 i Melbourne, Australien, död 18 mars 1937 i Croydon, var en australisk entomolog.
Auktorsnamnet Froggatt kan användas för Walter Wilson Froggatt i samband med ett vetenskapligt namn inom zoologin; se Wikipedia-artiklar som länkar till auktorsnamnet.